# Another Way Out (canción)
«Another Way Out» es el tercer sencillo oficial de Hollywood Undead del tercer álbum llamado Notes from the Underground y se dará a conocer como la tercera pista en el álbum.

## Composición y letra
La canción es cantada por varios miembros de la banda, Danny, Charlie Scene y Funny Man

## Video musical
La banda aún no se confirma el video de esta canción.
- Datos: Q10856266